# St. Mirren Football Club 2015-2016
Questa voce raccoglie le informazioni riguardanti il St. Mirren Football Club nelle competizioni ufficiali della stagione 2015-2016.

## Rosa
| N. |                             | Ruolo | Calciatore       |
| -- | --------------------------- | ----- | ---------------- |
| 1  | Scozia (bandiera)           | P     | Mark Ridgers     |
| 2  | Scozia (bandiera)           | D     | Jason Naismith   |
| 3  | Scozia (bandiera)           | D     | Sean Kelly       |
| 4  | Scozia (bandiera)           | D     | Andy Webster     |
| 5  | Irlanda del Nord (bandiera) | D     | Luke Conlan      |
| 6  | Irlanda (bandiera)          | D     | Jim Goodwin      |
| 7  | Scozia (bandiera)           | A     | Paul McMullan    |
| 8  | Scozia (bandiera)           | C     | Alan Gow         |
| 9  | Scozia (bandiera)           | A     | Steven Thompson  |
| 10 | Scozia (bandiera)           | C     | Stuart Carswell  |
| 11 | Nuova Zelanda (bandiera)    | C     | Cameron Howieson |
| 12 | Scozia (bandiera)           | P     | Mark Ridgers     |
| 14 | Scozia (bandiera)           | C     | Stevie Mallan    |
| 15 | Scozia (bandiera)           | D     | Jack Baird       |

| N. |                   | Ruolo | Calciatore         |
| -- | ----------------- | ----- | ------------------ |
| 16 | Scozia (bandiera) | C     | Scott Agnew        |
| 17 | Scozia (bandiera) | C     | Lewis Morgan       |
| 18 | Scozia (bandiera) | C     | Lewis McLear       |
| 19 | Scozia (bandiera) | C     | Barry Cuddihy      |
| 20 | Scozia (bandiera) | D     | Keith Watson       |
| 21 | Scozia (bandiera) | A     | Jaison McGrath     |
| 22 | Scozia (bandiera) | C     | Calum Gallagher    |
| 24 | Scozia (bandiera) | A     | David Clarkson     |
| 25 | Scozia (bandiera) | A     | Lawrence Shankland |
| 26 | Scozia (bandiera) | D     | Craig Reid         |
| 27 | Scozia (bandiera) | C     | Rocco Quinn        |
| 28 | Scozia (bandiera) | D     | Gary Irvine        |
| 29 | Scozia (bandiera) | C     | Alex Cooper        |
| 33 | Scozia (bandiera) | C     | Jordan Stewart     |